# レフカダ県

レフカダ県
Περιφερειακή ενότητα Λευκάδας測地系: 北緯38度45分 東経20度40分 / 北緯38.750度 東経20.667度座標: 北緯38度45分 東経20度40分 / 北緯38.750度 東経20.667度

レフカダ県（レフカダけん、ギリシア語: Λευκάδα / Lefkáda）、ギリシャ共和国のイオニア諸島地方を構成する行政区（ペリフェリアキ・エノティタ）のひとつ。レフカダ島と近隣の島からなる。県都はレフカダ (Lefkada (city)) 。

## 地理

### 位置・広がり・地勢
レフカダ県に属する主な島々は以下の通り。
- レフカダ島
- メガニシ島（英語版）
- カラモス島（英語版）
- カストス島（英語版）

レフカダ島はイオニア諸島地方のほぼ中央部に位置する。レフカダ島東北端のレフカダ市街付近から本土（西ギリシャ地方エトリア＝アカルナニア県）に向けて延びる砂嘴があり、この上を走る道路と橋で本土と結ばれている。
レフカダ島の東南側に、メガニシ島・カラモス島・カストス島やその他の小島嶼が浮かぶ。
なお、カリクラティス改革（2010年）以前の制度では、ギリシャで最も面積の小さな県（ノモス）であった。
- レフカダ島東南沖の島々
- レフカダ島から本土に延びる砂嘴
- カラモス島

### 主要な都市・集落
人口3,000人以上の都市・集落には以下がある。
- レフカダ （レフカダ市） - 13,390人

レフカダ島以外の島には1,800人ほどが暮らしており、県の人口の約90%はレフカダ島に居住している。レフカダ島の東北端に位置するレフカダは最大の町であり、県人口の半分がここに集まっている。このほかレフカダ島東岸にニドリ（人口約1200人）、南部沿岸にヴァシリキ（約430人）、北部内陸にカリヤ（約1000人）などの集落がある。メガニシ島ではカトメリ（約490人）やスパルトホリ（約460人）、カラモス島ではカラモス（約480人）がそれぞれ大きな集落である。
- レフカダ
- ニドリ

## 行政区画

レフカダ県

### 市（ディモス）
レフカダ県は、以下の自治体（ディモス、市）から構成される。人口は2001年国勢調査時点。
|   | 自治体名 | 綴り     | 政庁所在地    | 面積 Km² | 人口   |
| - | -------- | -------- | ------------- | -------- | ------ |
| 1 | レフカダ | Λευκάδα  | レフカダ (el) | 335.8    | 21,414 |
| 2 | メガニシ | Μεγανήσι | メガニシ (el) | 22.4     | 1,092  |

### 旧自治体（ディモティキ・エノティタ）

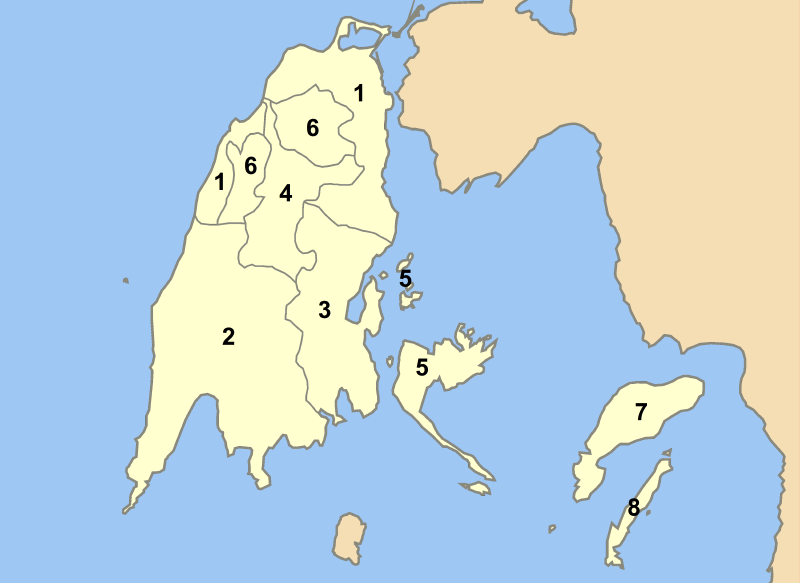
レフカダ県の旧自治体（2010年まで）

カリクラティス改革（2010年）以前の広域自治体（ノモス）としてのレフカダ県は、以下の8つの基礎自治体（6つのディモス、2つのキノティタ）から構成されていた。改革後、旧自治体は新自治体（ディモス）を構成する行政区（ディモティキ・エノティタ）となっている。
下表の番号は右図と対応している。「旧自治体名」欄で※印を付したものはキノティタ、それ以外はディモス。「政庁所在地」欄で太字になっているものは、新自治体の政庁所在地となったものを示す。
|   | 旧自治体                  | 綴り       | 政庁所在地      | 新自治体 |
| - | ------------------------- | ---------- | --------------- | -------- |
| 1 | レフカダ                  | Λευκάδα    | レフカダ        | レフカダ |
| 2 | アポロニイ （アポロニア） | Απολλώνιοι | ヴァシリキ (el) | レフカダ |
| 3 | エロメノス                | Ελλομένος  | ニドリ (el)     | レフカダ |
| 4 | カリヤ                    | Καρυά      | カリヤ (el)     | レフカダ |
| 5 | メガニシ                  | Μεγανήσι   | メガニシ        | メガニシ |
| 6 | スファキオテス            | Σφακιώτες  | ラザラタ (el)   | レフカダ |
| 7 | カラモス ※                | Κάλαμος    | カラモス        | レフカダ |
| 8 | カストス ※                | Καστός     | カストス        | レフカダ |

- Διοικητική διαίρεση νομού Λευκάδας - レフカダ県の自治体・集落一覧（1999年 - 2010年）

## 交通

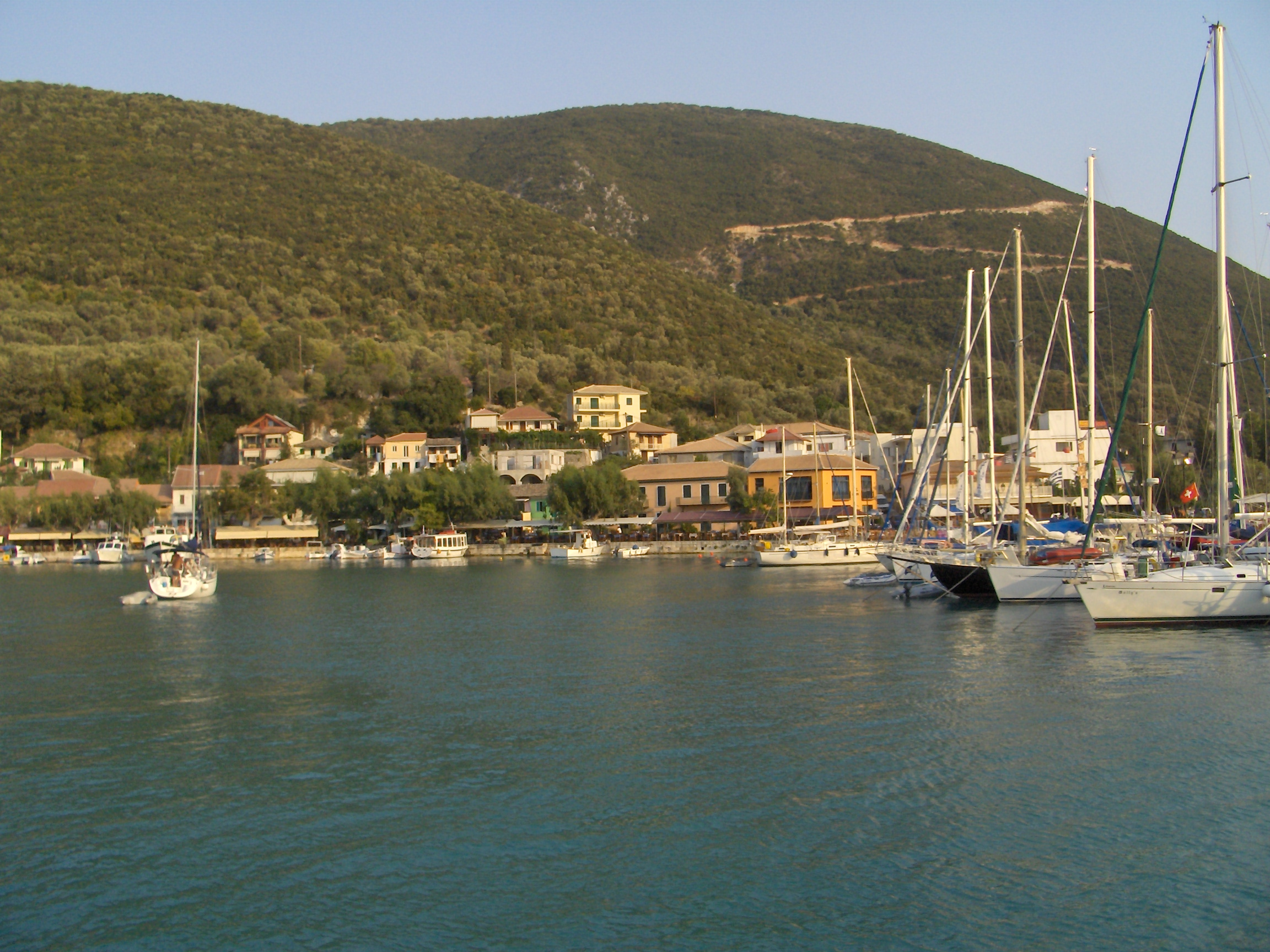
ヴァシリキ港

### 道路
レフカダ市街およびレフカダ付近の砂嘴からは橋が架けられており、本土と結ばれている。
自動車道路
- GR-42号線  (Greek National Road 42)  : レフカダ - 〔アギオス・ニコラオス - ヴォニツァ - ……〕

### 空港
県内には空港はないが、レフカダ市街から東北へ約10kmほどの距離にあるアクティオ空港（エトリア＝アカルナニア県アクティオ＝ヴォニツァ市）が空路でのアクセスに用いられる。

### 港湾
- ニドラ港（レフカダ島）
- ヴァシリキ港（レフカダ島）
- メガニシ港（メガニシ島）
- ヴァティ港（メガニシ島）